# Palgrave Macmillan

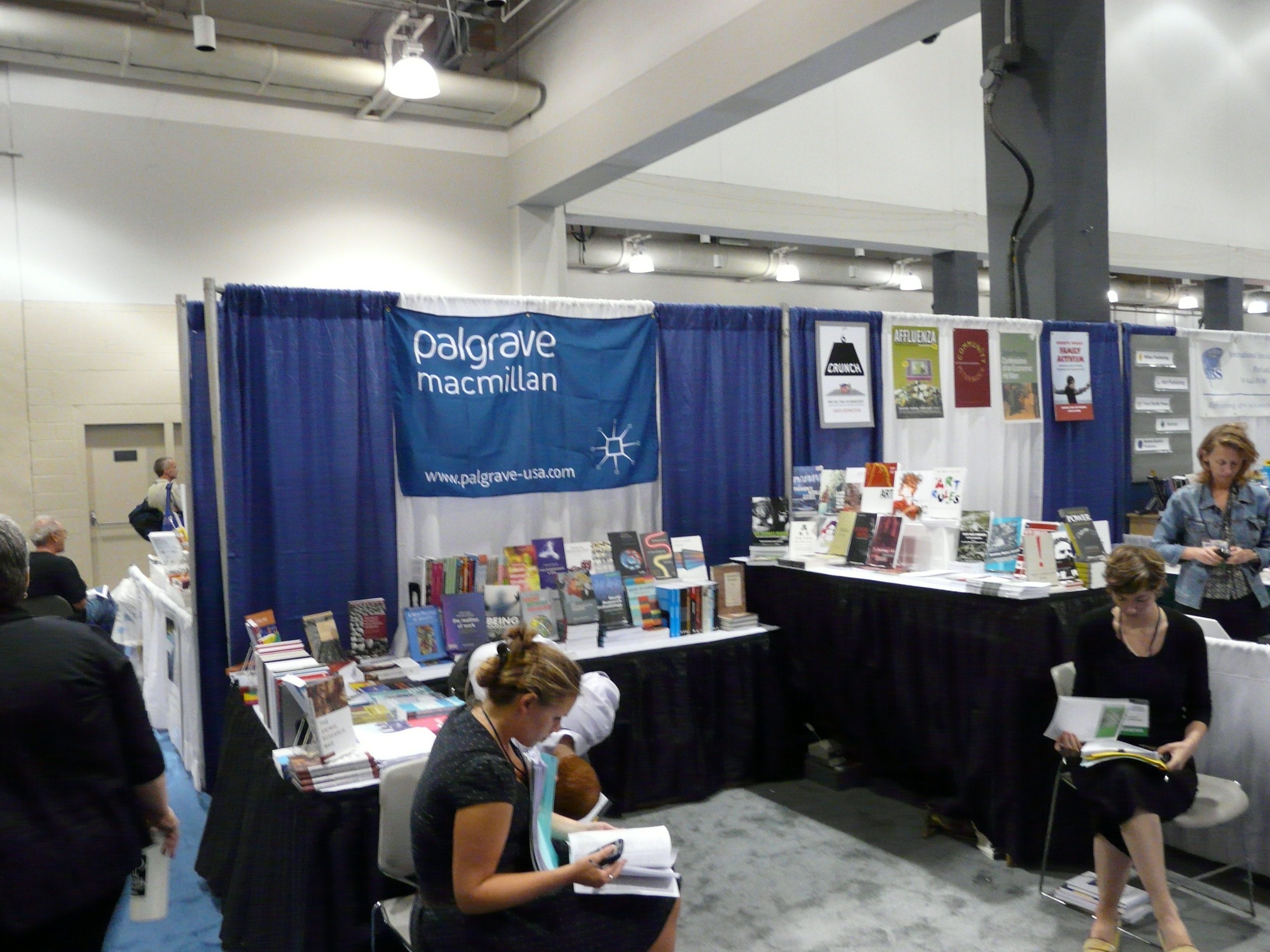
Stand Palgrave Macmillan în 2008

Palgrave Macmillan este o companie editorială academică cu distribuție internațională. Programul său editorial include manuale, reviste, monografii și lucrări de referință atât tipărite pe hârtie, cât și on-line.
Palgrave Macmillan a fost creată în anul 2000, când St. Martin's Press Scholarly and Reference din SUA a fuzionat cu Macmillan Press din Marea Britanie, combinându-și operațiunile editoriale academice pe plan mondial. Compania a fost cunoscută sub numele simplu Palgrave până în 2002, când a devenit cunoscută sub numele de Palgrave Macmillan.
Ea este o subsidiară a companiei Springer Nature. Până în 2015 a fost parte componentă a Macmillan Group și, prin urmare, a fost deținută integral de compania editorială germană Holtzbrinck Publishing Group. Ca parte a Macmillan, a avut sediul în complexul Macmillan din Kings Cross, alături de alte companii deținute de Macmillan ca Pan Macmillan, Nature Publishing Group și Macmillan Education, după ce s-a mutat din Basingstoke, Hampshire, Anglia, Marea Britanie în 2014.
Editura are birouri în Londra, New York, Shanghai, Melbourne, Sydney, Hong Kong, Delhi și Johannesburg.

## Istoric
Compania Palgrave este numită după familia Palgrave. Istoricul Sir Francis Palgrave, care a fondat instituția Public Record Office, și cei patru fii ai săi au avut legături strânse cu Macmillan Publishers în secolul al XIX-lea:
- Francis Turner Palgrave a activat în calitate de secretar particular al viitorului prim-ministru Gladstone, înainte de elaborarea Palgrave's Golden Treasury[2] în limba engleză în 1861, care a fost publicat de către Macmillan și a devenit o lucrare de referință pentru aproape un secol.
- Inglis Palgrave a fost redactor al The Palgrave Dictionary of Political Economy, care a fost publicat pentru prima dată de Macmillan în 1894, 1896 și 1899 și a constituit sursă de inspirație pentru The New Palgrave: A Dictionary of Economics, publicat în 1987.[3] El a fost bancher și editor al revistei The Economist.
- Reginald Palgrave a fost funcționar superior al Camerei Comunelor și a scris A History of the House of Commons, pe care Macmillan a publicat-o în 1869.
- William Gifford Palgrave a fost un savant arabist. El a scris o lucrare în două volume în care-și descrie călătoriile și aventurile sale, care a fost publicată de Macmillan sub titlul Narrative of a Year’s Journey through Central and Eastern Arabia (1865), care a fost cea mai citită carte despre regiunea Arabiei până la publicarea memoriilor colonelului T. E. Lawrence.

Palgrave Macmillan publică The Statesman's Yearbook, o lucrare de referință anuală care oferă o perspectivă politică, economică și socială a fiecărei țări a lumii. În 2008 Palgrave Macmillan a publicat The New Palgrave Dictionary of Economics, ediția a 2-a, editată de Steven N. Durlauf și Lawrence E. Blume. În 2009 Palgrave Macmillan a făcut ca peste 4.500 de cărți electronice academice să fie disponibile în biblioteci.

## Activitatea de distribuție
Palgrave Macmillan reprezintă interesele de distribuție, marketing și vânzări ale companiilor W. H. Freeman, Worth Publishers, Sinauer Associates și University Science Books în afara SUA, în Canada, Australia și Orientul Îndepărtat.
Palgrave Macmillan a distribuit anterior lucrările editate de I. B. Tauris în SUA și Canada și pe cele editate de Manchester University Press, Pluto Press și Zed Books în SUA.
În Australia Palgrave reprezintă atât Macmillan Group, inclusiv Palgrave Macmillan și Nature Publishing Group, cât și numeroase alte edituri academice, inclusiv Acumen Publishing, Atlas & Co, Bedford-St. Martin's, Cold Spring Harbor Laboratory Press, Continuum International Publishing Group, Gerald Duckworth and Company, W. H. Freeman, Haymarket Books, Henry Holt, I. B. Tauris, Learning Matters, Lynne Reiner Publishers, Macquarie Library, New Internationalist, The New Press, Ocean Press, Perseus Books Group, Pluto Press, Routledge/Taylor and Francis, Saqi Books, Scion Publishers, Seven Stories Press, Sinauer Associates, Tilde University Press, University Science Books și Zed Books.

## Autori
Printre autorii notabili publicați de editură se află (în ordine alfabetică a numelui de familie):
- Jonathan Bate, biograf, critic literar, romancier și cercetător britanic al operei lui Shakespeare, al romantismului și al ecocriticismului, editor al The RSC Shakespeare: The Collected Works[4]
- Darioush Bayandor, fost diplomat iranian și coordonator regional al ONU pentru ajutorul umanitar. Bayandor a scris o analiză revizionistă a loviturii de stat din Iran din 1953 intitulată Iran and The CIA: The Fall of Mosaddeq Revisited (2010).
- John R. Bradley, jurnalist și expert în politica din Orientul Mijlociu, autor al lucrărilor After the Arab Spring: How Islamists Hijacked The Middle East Revolts[5] și Inside Egypt: The Land of Pharaohs on the Brink of a Revolution[6]
- Juan Cole, profesor de istorie la University of Michigan, autor al lucrării Engaging the Muslim World[7]
- Larry Elliot și Dan Atkinson, redactori pe probleme economice la The Guardian și The Mail on Sunday, autori ai lucrării Going South: Why Britain will have a Third World Economy by 2014.[8]
- Andrew Gamble, profesor de politică la Universitatea Cambridge, autor al lucrării The Spectre at the Feast[9]
- Fawaz Gerges, profesor de politică a Orientului Mijlociu și de relații internaționale la London School of Economics and Political Science, unde este directorul Centrului pentru studii referitoare la Orientul Mijlociu. Este autorul lucrării Obama and the Middle-East: The End of America's Moment?[10]
- Michael Huemer, profesor de filozofie la University of Colorado, Boulder. A publicat cărțile The Problem of Political Authority, o apărare filozofică a libertarianismului și anarhismului; și Ethical Intuitionism, o apărare metaetică a  eticii intuiționiste.
- Marco Katz Montiel, compune muzică și predă literatură la MacEwan University, a scris Music and Identity in Twentieth-Century Literature from Our America - Noteworthy Protagonists, Palgrave Macmillan, ISBN: 978-1-137-43332-9[11]
- Fawzia Koofi, parlamentară afgană, prima femeie candidat în alegerile prezidențiale din Afganistan în 2014, autoare a cărții The Favored Daughter[12]
- John Logsdon, profesor emerit de științe politice și afaceri internaționale la Universitatea George Washington, autor al lucrării John F. Kennedy and the Race to the Moon, 2013. ISBN: 978-1137346490
- Juan E. Méndez, raportor special al ONU cu privire la tortură, autor al lucrării Taking a Stand[13]
- Abbas Milani, cercetător iranian la Universitatea Stanford, care a scris lucrarea The Shah (2011) despre viața șahului Mohammad Reza Pahlavi.[14]
- David Niose, președinte al Secular Coalition for America și al American Humanist Association, autor al lucrărilor Nonbeliever Nation: The Rise of Secular Americans, Palgrave Macmillan, 2012, ISBN: 978-0-230-33895-1 și Fighting Back the Right: Reclaiming America from the Attack on Reason, Palgrave Macmillan, 2014, ISBN: 978-1137279248
- Philippa Perry, psihoterapeută, autoare a lucrării Couch Fiction: A Graphic Tale of Psychotherapy[15]
- Kenneth Roman, fost director general al Ogilvy & Mather Worldwide, agenție de publicitate fondată de David Ogilvy, autor al The King of Madison Avenue[16]
- Roger Scruton, filozof, scriitor, activist politic și compositor, autor al The Palgrave Macmillan Dictionary of Political Thought[17]
- Michael Szenberg, profesor de economie la Touro College, editor emeritus al The American Economist și autor a numeroase cărți publicate de Palgrave Macmillan.
- Rowan Williams, arhiepiscop de Canterbury, autor al lucrării Crisis and Recovery[18]
- Tony Zinni, general cu patru stele în cadrul United States Marine Corps și fost comandant al U.S. Central Command (CENTCOM), autor al lucrării Leading the Charge[19]
- Ghil'ad Zuckermann, lingvist și lexicolog, autor al Language Contact and Lexical Enrichment in Israeli Hebrew (2003)

## Legături externe
- Official website
- Macmillan Group